# Takahiro Urashima
Takahiro Urashima (født 12. maj 1988) er en japansk fodboldspiller, som spiller for den japanske fodboldklub Fujieda MYFC.